# Benjamín Carrión
Manuel Benjamín Carrión Mora (Loja, 20 de abril de 1897–ibidem, 9 de marzo de 1979) fue un escritor, político, diplomático y promotor cultural ecuatoriano.

## Biografía
Nació en Loja el 20 de abril de 1897, el último de diez hermanos, fue bautizado como Manuel en honor a su padre y después le agregaron Benjamín por ser el menor de la familia. Su padre fue Manuel Carrión Riofrío, profesor de literatura y poeta, quien murió en 1903 y su madre fue Filomena Mora Bermeo. Aunque se quedó huérfano de padre a los seis años, tuvo una infancia plenamente feliz. No tuvo instrucción primaria, su madre le enseña las primeras letras y un poco de francés a través de la lectura de sus libros predilectos, sobre todo de Lamartine. Su madre había aprendido un poco de francés de las monjas belgas de Cuenca.  Cursó el Bachillerato en Colegio Bernardo Valdivieso, en donde su profesor de matemática Adolfo Valarezo lo orientó hacia la cultura mientras su hermano Héctor Manuel le enseñaba literatura francesa y especialmente a los poetas modernistas Baudelaire y Rimbaud. 

### Inicios de su carrera

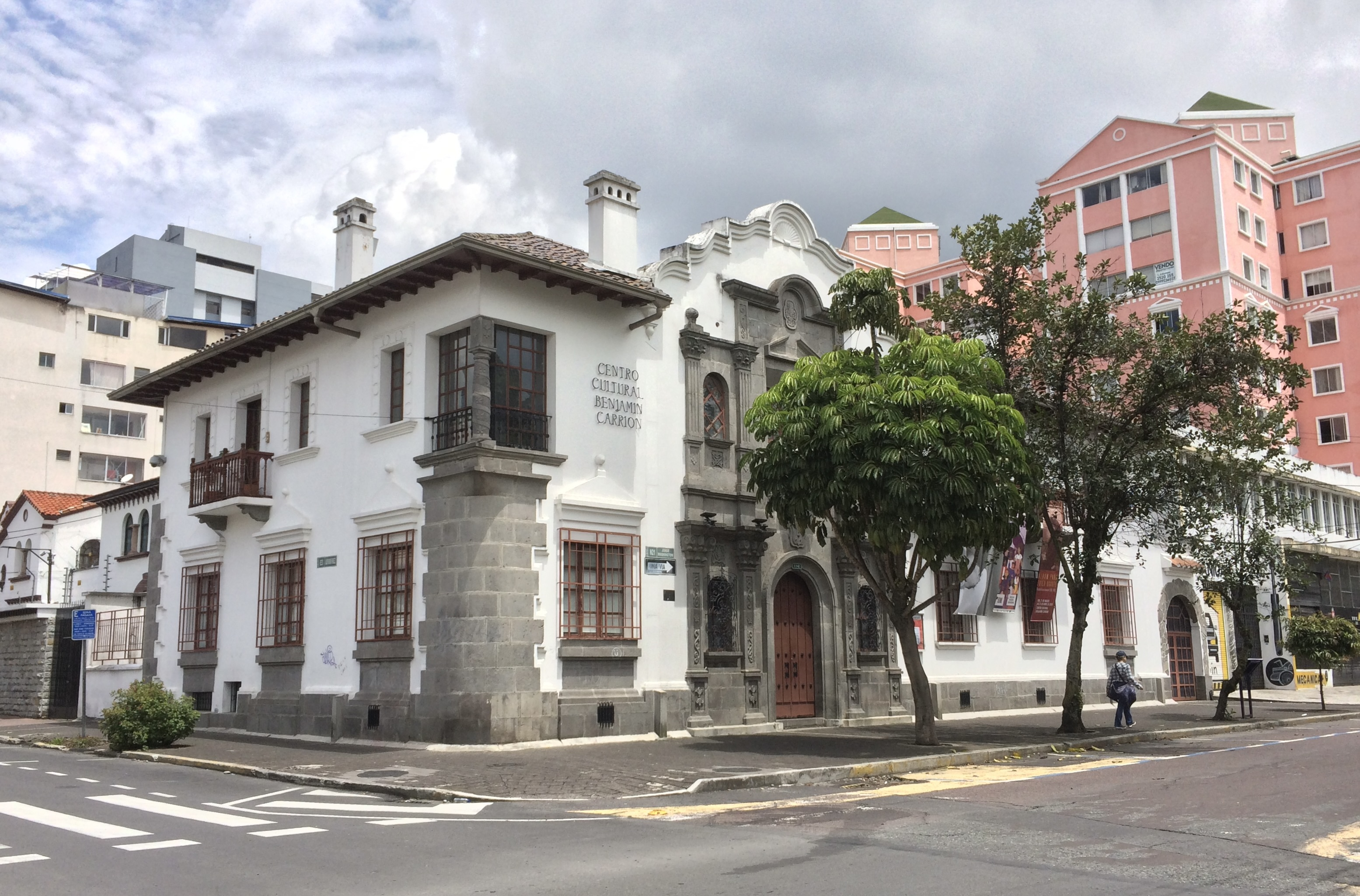
La residencia de Carrión fue convertida en el actual Centro Cultural Benjamín Carrión.

En 1914 comenzó a frecuentar las reuniones literarias que celebraba en su casa el gobernador Pío Jaramillo Alvarado; con gente de su generación colaboró en el periódico “Vida Nueva” que dirigía Clodoveo Jaramillo Alvarado y tenía un marcado tinte modernista. De esa época es su poema Libertad y Civilización. 
En 1916 viaja a Quito para estudiar Jurisprudencia en la Universidad Central. En 1918 en los Juegos Florales, en poesía gana el Jazmín de Plata con «Romance antiguo» y la flor natural con «Confesión lírica»; mientras que en prosa gana el primer premio con «Mariana». Paralelamente, colabora en el periódico El Día y el semanario Caricatura. Al año siguiente, se cuenta entre los fundadores, junto a José María Velasco Ibarra y Luis Barberis, de la Federación de Estudiantes Universitarios (FEU) de la Universidad Central, la que marchará acorde con los cambios introducidos para la universidad en la reforma universitaria de Córdova.
En 1920, Carrión es nombrado socio activo de la Sociedad Jurídico-Literaria. Este año colabora con la revista guayaquileña Juventud estudiosa, dirigida por Teodoro Alvarado Olea. Figura además como diputado al Congreso Nacional de 1921. Luego de graduarse, regresa a su ciudad natal Loja, donde se desempeña como docente y dirige Cultura, revista del profesorado del Colegio Bernardo Valdivieso. En 1922 contrae matrimonio con su prima segunda Águeda Eguiguren Riofrío, de 16 años, a quien había conocido tiempo atrás en una fiesta de Navidad. Tuvieron dos hijos y una vida plena y feliz. Vuelve a Quito a dictar la cátedra de Sociología en la Universidad Central, y después también la de Castellano en el Colegio Militar Eloy Alfaro.

### Viaje a Europa y sus inicios como crítico
En 1923 desempeñó la prosecretaría de la Cámara de Diputados. En 1924 la dirección de la Gaceta Judicial órgano de la Corte Suprema. En 1925 el presidente Gonzalo Córdova, muy amigo de su familia, lo envió de cónsul del Ecuador a El Havre.
En Europa se dio tiempo para estudiar en la “Ecole de Hautes Etudes” de París y asistía a las tertulias de Gabriela Mistral en el hotel de Montpassie; allí nació la idea de fundar la editorial “París América” para publicar libros hispanoamericanos. También visitaba al maestro Miguel de Unamuno y conoció a José Vasconcelos, Francisco García Calderón, Manuel Ugarte, Alfonso Reyes y José María Arguedas entre los hispanoamericanos y a Roman Rolland, Georges Duhamel y Herman Keyserling entre los europeos.
En 1927, con Marcel Vuillermoz, funcionario de la extinta Casa Editorial Garnier de París, funda la Editora París-América, para lanzar colecciones de libros de escritores consagrados y nuevos de América Española. Una de las series debía llevar el nombre de Gabriela Mistral. La empresa fracasa. Al año siguiente, fruto de su pasión por Latinoamérica, en 1928, con prólogo de Gabriela Mistral, publica en París "Los creadores de la Nueva América" con ensayos sobre José Vasconcelos, Manuel Ugarte, Francisco García Calderón y Alcides Arguedas, y en 1929 la novela El desencanto de Miguel García.
En 1930 aparece Mapa de América, con prólogo de Ramón Gómez de la Serna y estudios sobre Teresa de la Parra, Pablo Palacio, Jaime Torres Bodet, el Vizconde de Lascano Tegui, Carlos Sabat Ercasty y José Carlos Mariátegui. Además, da a conocer en Francia a Los que se van: cuentos del cholo y del montuvio, de Joaquín Gallegos Lara, Enrique Gil Gilbert y Demetrio Aguilera Malta, que dio comienzo a la literatura ecuatoriana del Realismo Social. Este grupo fue llamado por Carrión como el Grupo de Guayaquil bajo el lema cinco como un puño, incluyendo a Alfredo Pareja Diezcanseco y José de la Cuadra.

### Regreso a América y su trabajo político

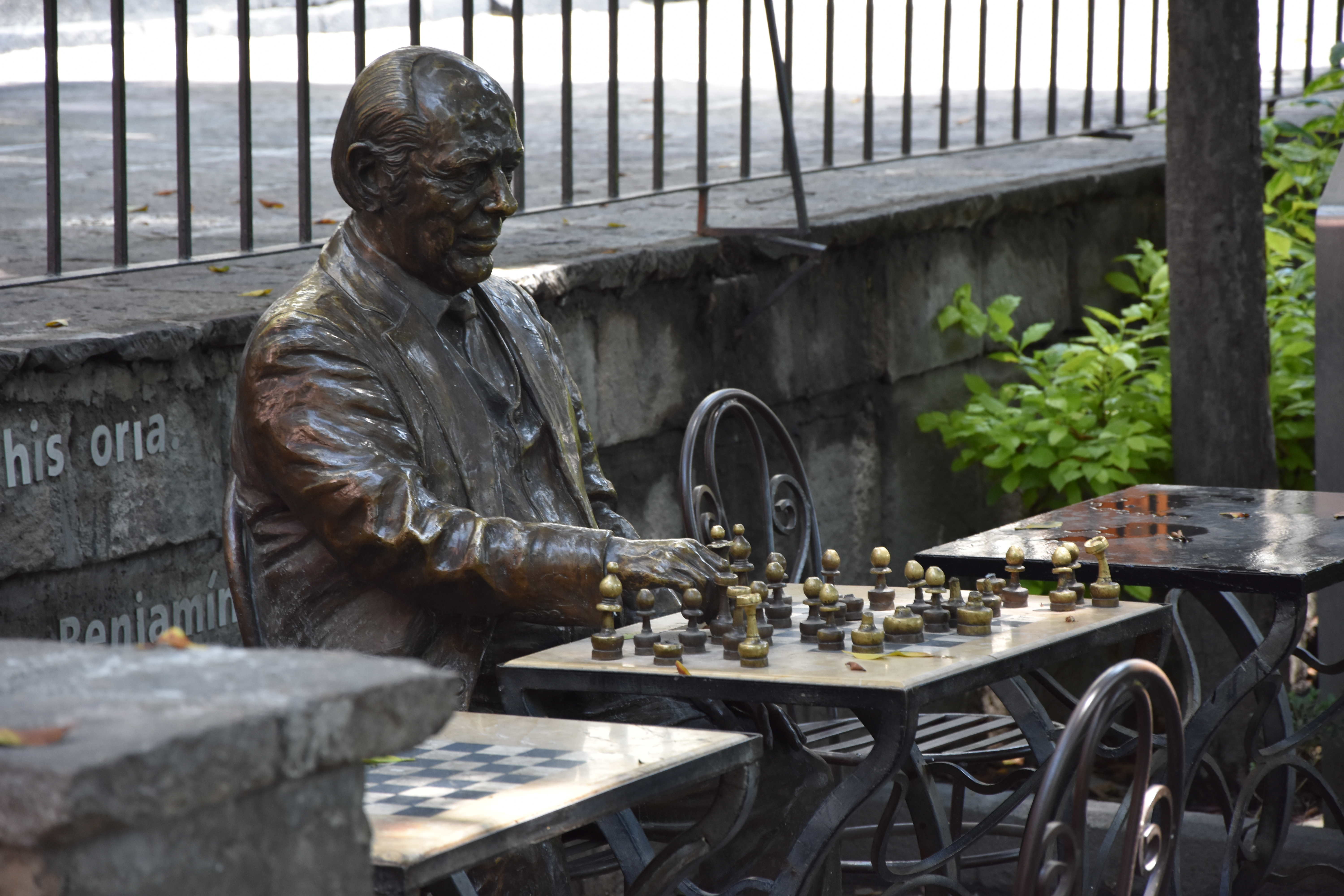
Estatua de Benjamín Carrión en el centro de México, jugando ajedrez, un pasatiempo que cultivó a lo largo de su vida.

En 1931 es trasladado a Lima como Primer Secretario de la Legación; pero a mediados de 1932, renuncia al cargo. En Quito participa en la política como miembro y como secretario general del núcleo de Pichincha del Partido Socialista Ecuatoriano, recientemente re-fundado. Luego de la Guerra de los cuatro días, es nombrado ministro de Educación, del gobierno interino de Guerrero Martínez, cargo que desempeña por breve tiempo.
El 13 de febrero de 1933, es designado por el gobierno de Martínez Mera ministro plenipotenciario en México, motivo por el cual es expulsado del Partido Socialista. En tierra azteca, a más de cumplir sus funciones diplomáticas, en difíciles momentos para el Ecuador, sigue en su labor intelectual, publicando en 1934 el libro Atahualpa.
Cuando José María Velasco Ibarra asume la presidencia, renuncia al cargo, retorna al país y hace patente su figura pública a través de la constitución, junto a Ángel Modesto Paredes, Gonzalo Escudero, Rafael Alvarado, Carrera Andrade, Néstor Mogollón y Miguel Ángel Zambrano, de la «Escuela de cultura socialista»; es nombrado Profesor de Literatura en la Escuela Superior de Pedagogía de la Universidad Central, elegido Presidente de la Sociedad Jurídico-Literaria; además, miembro de la Comisión Nacional de Codificación del Derecho Internacional.
Para diciembre de 1936, es expatriado por la dictadura de Federico Páez a Ipiales-Colombia. De regreso al país, publica Índice de la poesía ecuatoriana, en 1937. Con la dictadura del general Alberto Enríquez Gallo, forma parte de la misión diplomática del Ecuador en Bogotá. En 1939, empieza a trabajar en una antología de relatistas ecuatorianos, que se hará realidad años después con El nuevo relato ecuatoriano: crítica y antología (1951-52).

### Inicio de la CCE, publicación de novelas y ensayos
Entre 1941 y 1943, escribe Cartas al Ecuador, una serie de artículos publicados en diario El Día. En 1944 y en el gobierno de Velasco Ibarra, mientras se desempeñaba como presidente del Instituto Nacional de Previsión Social, prepara la Ley y Estatutos de la Casa de la Cultura Ecuatoriana, que será creada el 9 de agosto. Desde allí, promocionará a jóvenes escritores, en especial de la generación de los años treinta.
En 1948 viaja como Embajador a Santiago de Chile, donde permanece por poco tiempo. A su retorno, se desempeña en la cátedra universitaria, y para 1950 funda con Alfredo Pareja el diario El Sol, del cual es su director. A poco, la empresa fracasa. Entonces viene una etapa de fructífera creación literaria con obras como San Miguel de Unamuno (Quito, 1954); Santa Gabriela Mistral (Quito, 1956); García Moreno, el santo del patíbulo (México, 1959); Por qué Jesús no vuelve (Quito, 1963); El cuento de la Patria (Quito, 1967); Raíz y camino de nuestra cultura (Cuenca, 1970); José Carlos Mariátegui, el precursor, el anticipador, el suscitador (México, 1976), Plan del Ecuador (Guayaquil, 1977) y América dada al diablo (Caracas, 1981). Etapa apenas interrumpida por su candidatura a la Vicepresidencia de la República, en binomio con el Dr. Antonio Parra Velasco, en 1960; y el reconocimiento a su labor, por parte del gobierno mexicano con el premio "Benito Juárez" en 1968.

### Embajador, periodista y servidor público

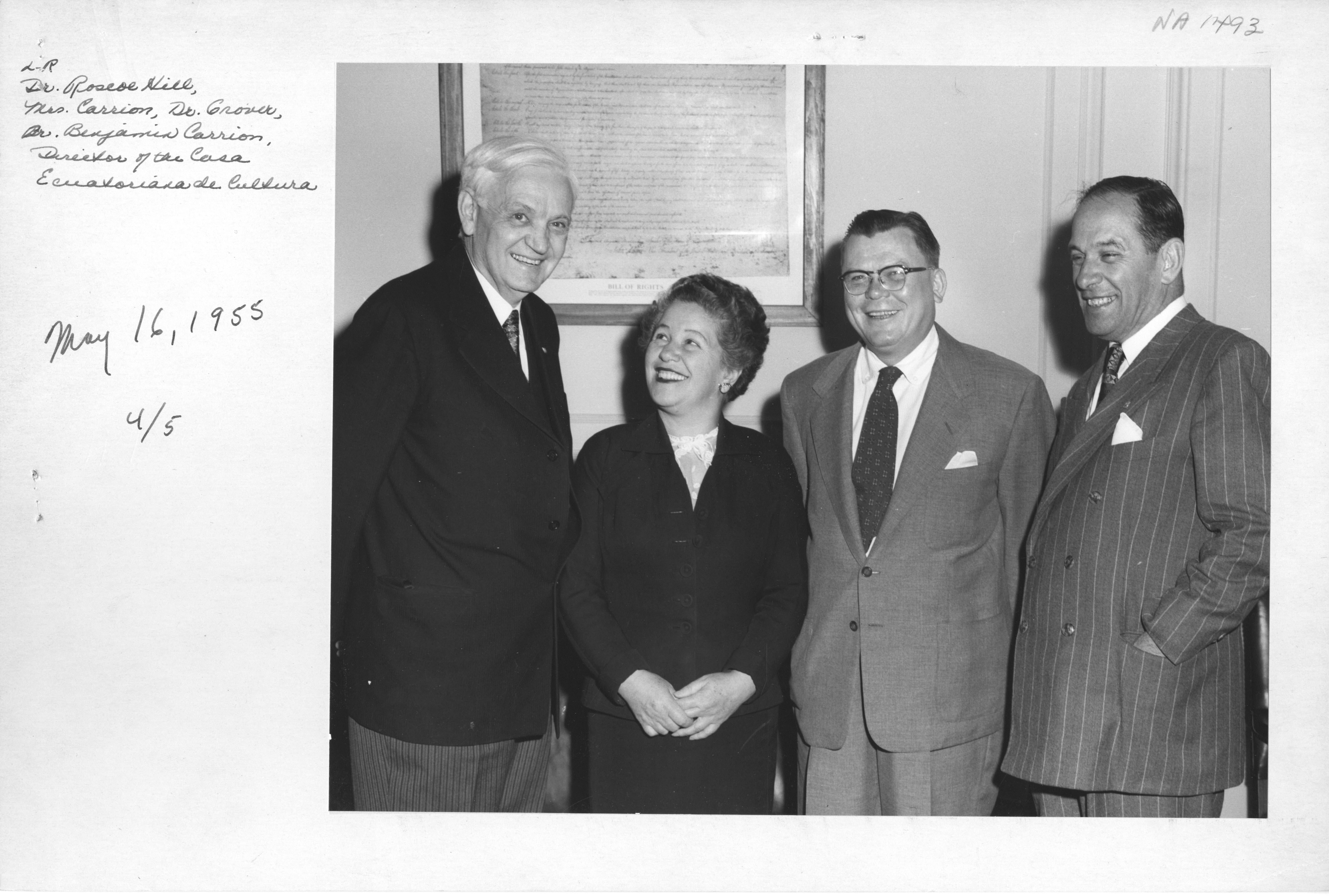
Benjamin Carrión como diplomático con Dr. Roscoe Hill, Mrs. Carrion y Dr. Grover.

Fue abogado y ocupó varias funciones en el servicio público, incluyendo los cargos de: ministro de Educación, legislador, diplomático en diversos países de Europa y América, siendo lo más notable su nombramiento como embajador en Chile y México; ejerció como profesor de la Universidad Central del Ecuador, y periodista. Fundó el periódico El Sol con Alfredo Pareja Diezcanseco. Tuvo afiliaciones políticas de corte socialistas y después comunistas. En 1944, fundó la Casa de la Cultura Ecuatoriana y se convirtió en su primer presidente. Su obra más destacada fue la sede de la Casa de la Cultura en mayo de 1947.
A fines de ese mismo año, y ya en forma definitiva, retorna al Ecuador, donde mereció el premio literario Eugenio Espejo, en el año 1975. Su tarea entonces se centra en la organización de la democracia. Para ello ocupa el cargo de presidente del Tribunal Electoral, al que renunciaría después por razones de salud. Muere el jueves 8 de marzo de 1979. Siempre se interesó en museos, bibliotecas y prensa. Publicó además la revista Letras del Ecuador bajo la dirección de su sobrino Alejandro Carrión, y que pueden encontrarse en el repositorio digital de la CCE. La literatura y la política, sus dos grandes intereses de su vida empezarían desde su juventud, cuando empezó como uno de los fundadores de la Federación de Estudiantes Universitarios del Ecuador (FEUE).

## La Casa de la Cultura Ecuatoriana

### Fundación y origen
Durante el conflicto con Perú que terminó con la firma del Protocolo de Río de Janeiro a partir del cual Ecuador aceptaba renunciar a sus pretensiones territoriales en el Oriente fue cuando Carrión decide fundar la Casa de la Cultura Ecuatoriana (CCE) con el fin de "reivindicar la dignidad del país" y promover la. cultura, la ciencia y las letras. Citando a países que a pesar de ser pequeños fueron muy importantes en el ámbito cultural, empezó el proyecto durante la década de los cuarenta. Desarrolló para ello su teoría de la nación pequeña en donde explicaba sus razones y daba a entender la importancia de la promoción cultural de ese país durante la coyuntura que estaban viviendo. La idea la expresó en parte en su libro Cartas al Ecuador, en la página 91:
“Sí se puede tener, hombres del Ecuador, derrotados sin pelea, una pequeña gran patria. Hagámosla […]. Y quienes más hagan sean las gentes jóvenes de mi tierra: la fuerte y valerosa muchachada obrera que quiso defender la patria y no tuvo ocasión. Concebir la Patria Nueva en grandeza moral y material, como el arquitecto delinea sus planos. Y construirla. Nos quitaron la patria que tuvimos. Ahora, es preciso volver a tener patria” (Carrión, 1988, pág. 91)
En la actualidad la Casa de la Cultura cuenta con varios núcleos a lo largo de todo Ecuador en donde se realizan presentaciones culturales de manera periódica y también se trabaja con los artistas locales buscando su promoción. Además, conforma también una de las bibliotecas digitales más importantes de ese país donde se puede encontrar libros de libre consulta con los principales autores históricos.

### Relevancia de la CCE

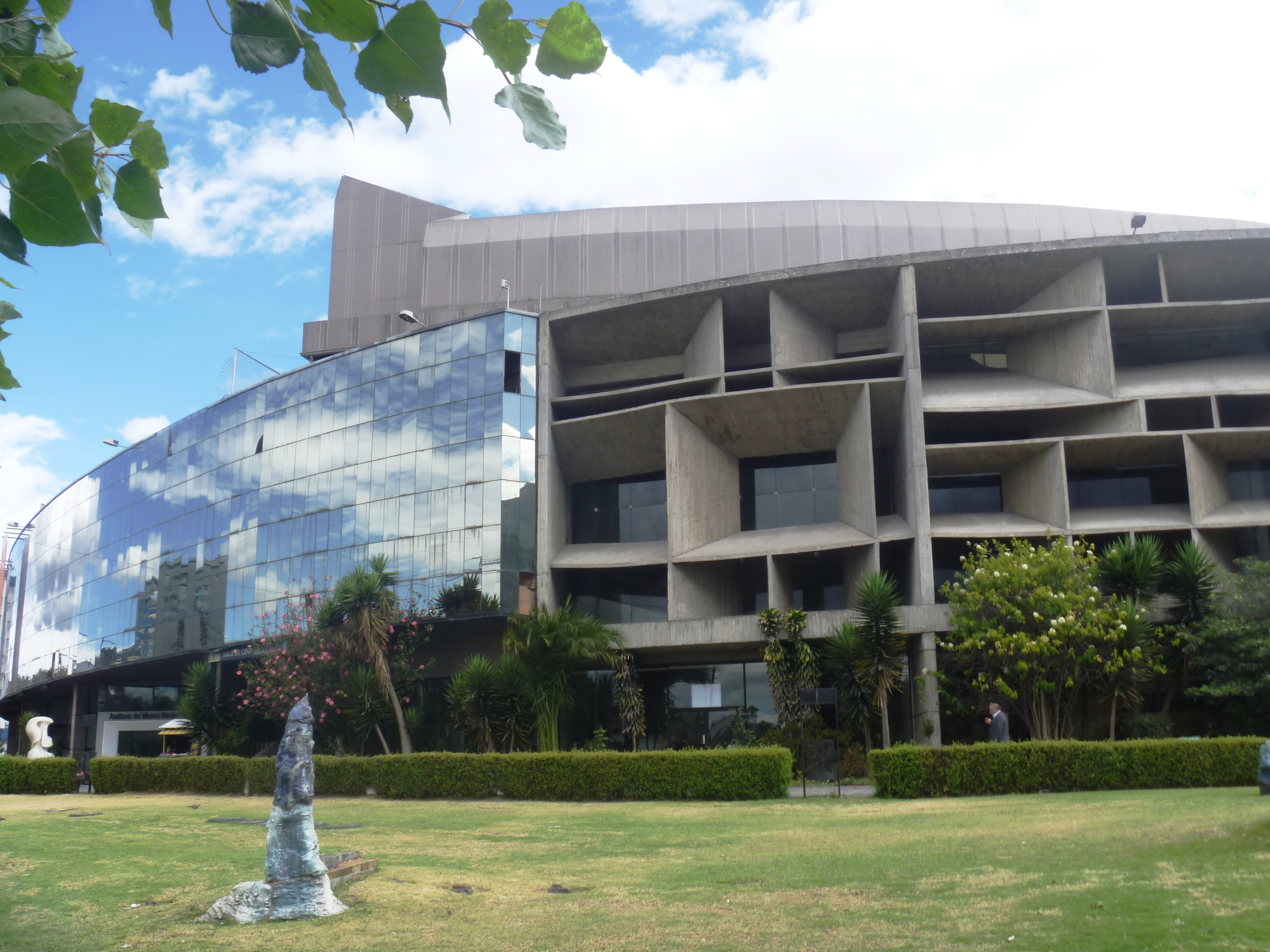
Casa de la Cultura Ecuatoriana, fundada durante la década de los cuarenta.

La CCE logró articular en su seno a todos los autores de Ecuador y buscaba fomentar su obra tanto en ese país como en el exterior a través de la visita continua de exponentes culturales de renombre en las instalaciones. Tuvo en su presidencia, vicepresidencia, secretaría general y como miembros a escritores, historiadores y artistas importantes de ese país como: Aurelio Espinosa Pólit, César Dávila Andrade, Jorge Carrera Andrade, Jorge Enrique Adoum, José Rumazo, Pío Jaramillo Alvarado, Isaac J. Barrera, Osvaldo Guayasamín, Alfonso Rumazo, Plutarco Naranjo, Luis Bossano o Ángel Modesto Paredes. Los miembros se dividían en siete secciones: derecho, filosofía, bellas artes, historia, biología, ciencias exactas e instituciones culturales asociadas. En la actualidad sigue cumpliendo su rol de promoción cultural que se expande a lo largo de ese país a través de nucleos en cada una de las ciudades importantes. Cuenta además con uno de los repositorios digitales más importantes de autores ecuatorianos concentrando libros de historia, literatura, periodismo, correspondencia y los principales boletines que publicaba la CCE. Ahí se pueden encontrar a muchas obras consideradas clásicas dentro de ese país como Los Capítulos que se le Olvidaron a Cervantes de Juan Montalvo, los ensayos A la Nación de Vicente Rocafuerte, la novela Cumandá de Juan León Mera, el poemario Registro del mundo de Carrera Andrade, la Historia General de González Suárez, la Historia del Reino de Quito de Juan de Velasco, los artículos periodísticos de Manual J. Calle o las Instituciones y Leyes de Pedro Moncayo. La promoción cultural no se limitó a lo estético ya que también se publicó el Boletín de Informaciones Científicas Nacionales (BICN) que difundía la cultura en ese país, pero en un sentido más amplio, incluyendo a las ciencias naturales, dentro de los que destacaron números dedicados a Henri Poincaré, o un recuento histórico de la medicina en Ecuador por su aniversario número trescientos. Además también destacó una revista de Antropología Ecuatoriana con varios números, que complementaba científicamente lo que Carrión empezó con el proyecto literario de volver a interpretar la historia de ese país destacando el periodo prehispánico para desde ahí construir una identidad nacional. Ha albergado también al Museo Nacional del Ecuador, con un rol similar donde se puede encontrar una colección importante de arqueología y arte virreinal. 

## Candidatura a la vicepresidencia de Ecuador
Además de su larga carrera como diplomático, Carrión también incursionó en la política y durante las campañas celebradas en el año 1960 fue candidateado como vicepresidente junto al Dr. Antonio Parra Velasco, quien había sido rector de la Universidad de Guayaquil. Su candidatura fue impulsada por los estudiantes y tenía el lema "Parra, Carrión, por la revolución". Sin embargo, al final las elecciones no tuvieron resultados favorables.

## Resumen de sus principales obras

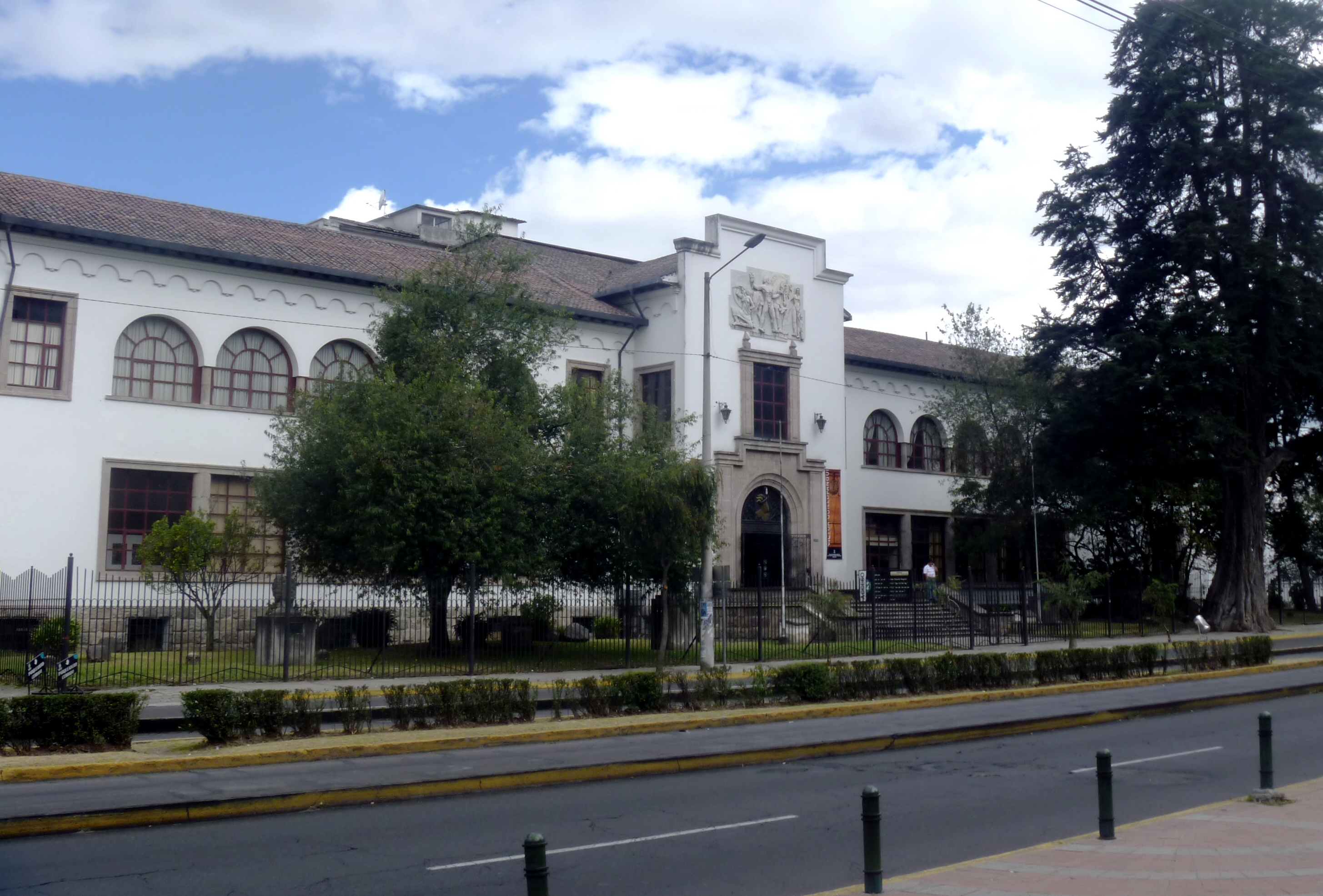
Edificio principal de la Casa de la Cultura Ecuatoriana, en Quito, alberga las oficinas de la entidad, algunos auditorios y pequeñas salas de exposición.

### Los creadores de la Nueva América
Fue su primer libro con el que se inicia en la crítica y que contiene los elementos que se repetirán y consolidaran en el resto de su obra: la unidad de América, la promoción cultural a nivel regional y las nuevas estéticas del siglo XX (como en Mapa de América), el fervor y pasión que caracteriza a las personas de Ecuador descrito en el prólogo de Gabriela Mistral (algo que llamará posteriormente con su concepto de lo tropical en Cartas al Ecuador), la importancia del compromiso social en los escritores y la búsqueda de la continuidad de una tradición hispanoamericana pero al mismo tiempo su renovación (lo que desarrollará en sus ensayos Santa Gabriela Mistral y San Miguel de Unamuno). Trata sobre la vida y obra de cuatro hombres americanos: José Vasconcelos, Manuel Ugarte, Francisco García Calderón y Alcides Arguedes. La similitud entre Vasconcelos y Carrión por sus carreras paralelas fueron exploradas en el libro "De Atahualpa a Cuahutémoc".

### Mapa de América
Fue un libro clave dentro de su carrera como crítico literario. Su primera edición fue publicada en Madrid en 1930 con un prólogo de Ramón Gómez de la Serna y trató sobre varios autores, la mayoría dedicados a la literatura como Teresa de la Parra, Pablo Palacio, Jaime Torres Bodet, Emilio Lascano Tegui, Carlos Sabat Ercasty, y terminó con un ensayo sobre la obra José Carlos Mariátegui. Ahí se muestra Carrión como un autor cuya crítica presentaba integralmente tanto a las obras de los escritores, el contexto histórico político y las distintas tendencias estéticas relevantes de ese momento. Fue una obra clave dentro de la presentación de Pablo Palacio como uno de los escritores más importantes de Ecuador en donde se pondera su estilo dentro de las vanguardias que se habían desarrollado en América Latina. En su ensayo sobre Mariátegui, Carrión habla sobre la relación entre Europa y América buscando rechazar las posturas que al afirmar el continente Americano lo hacían contraponiéndolo a Europa, algo que a su juicio estaba errado. En este sentido, era Mariátegui el autor clave para ser un puente entre los dos continentes y dar una tradición más rica a los escritos que estaban surgiendo en América en ese momento.

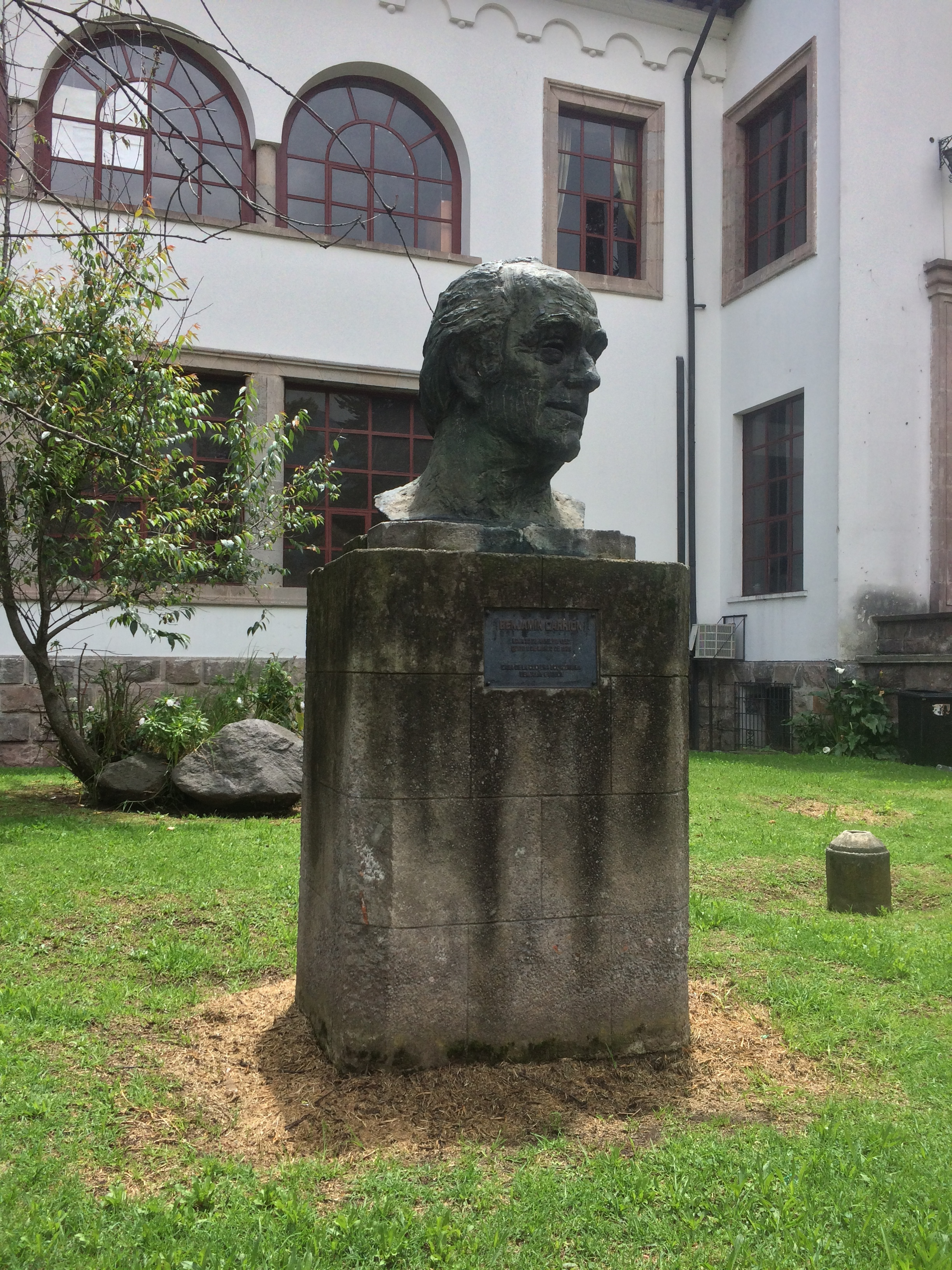
Benjamín Carrión, busto de César Bravomalo. Palacio Benjamín Carrión de la CCE (Quito).

### Atahuallpa
Esta novela histórica forma parte del gran proyecto de Carrión para escribir el cuento de la patria. Fue escrito en 1934, en la década que se celebró el bimilenarismo de Virgilio, lo que tuvo un impacto importante en Ecuador, entre otras cosas por la influencia de Aurelio Espinosa Pólit y sus traducciones de Virgilio y Horacio. En el libro Carrión busca replicar la idea principal de la Eneida en tres dimensiones: escribir literatura comprometida, ofrecer un origen nobiliario y mítico a Ecuador, y crear un héroe precursor de la fundación de dicho país. Respecto a la primera dimensión, el compromiso de los escritores fue una idea que Carrión defendió a lo largo de su carrera y que caracteriza a Virgilio como poeta de Roma. En relación con la segunda, al igual que Virgilio buscó en un personaje secundario, Eneas, el origen nobiliario de Roma al vincular su historia con la guerra de Troya. Por su parte, Carrión intentó a través del último Inca, Atahualpa (secundario al ser usurpador del trono), dar un origen nobiliario a Ecuador al vincularlo con la casa real incaica. Esto lo hacía a través de la afirmación de que Atahualpa había nacido en Quito (algo discutido por los historiadores). Por último, en la tercera dimensión, Eneas fue un precursor de Roma porque los verdaderos fundadores serían Rómulo y Remo, de la misma manera Atahualpa sería solo un precursor del posterior estado ecuatoriano que se fundaría después de la independencia. Su temprana muerte la resumiría Carrión en la frase anocheció en la mitad del día, expresando el hecho de que quedaría pendiente la construcción de un nuevo país. Además de todo esto, el libro también fue un ejercicio de literatura nacionalista (comprometida) durante el conflicto limítrofe con Perú puesto que la guerra entre Atahualpa y Huáscar simbolizaban la guerra entre Ecuador y Perú.

### Cartas al Ecuador

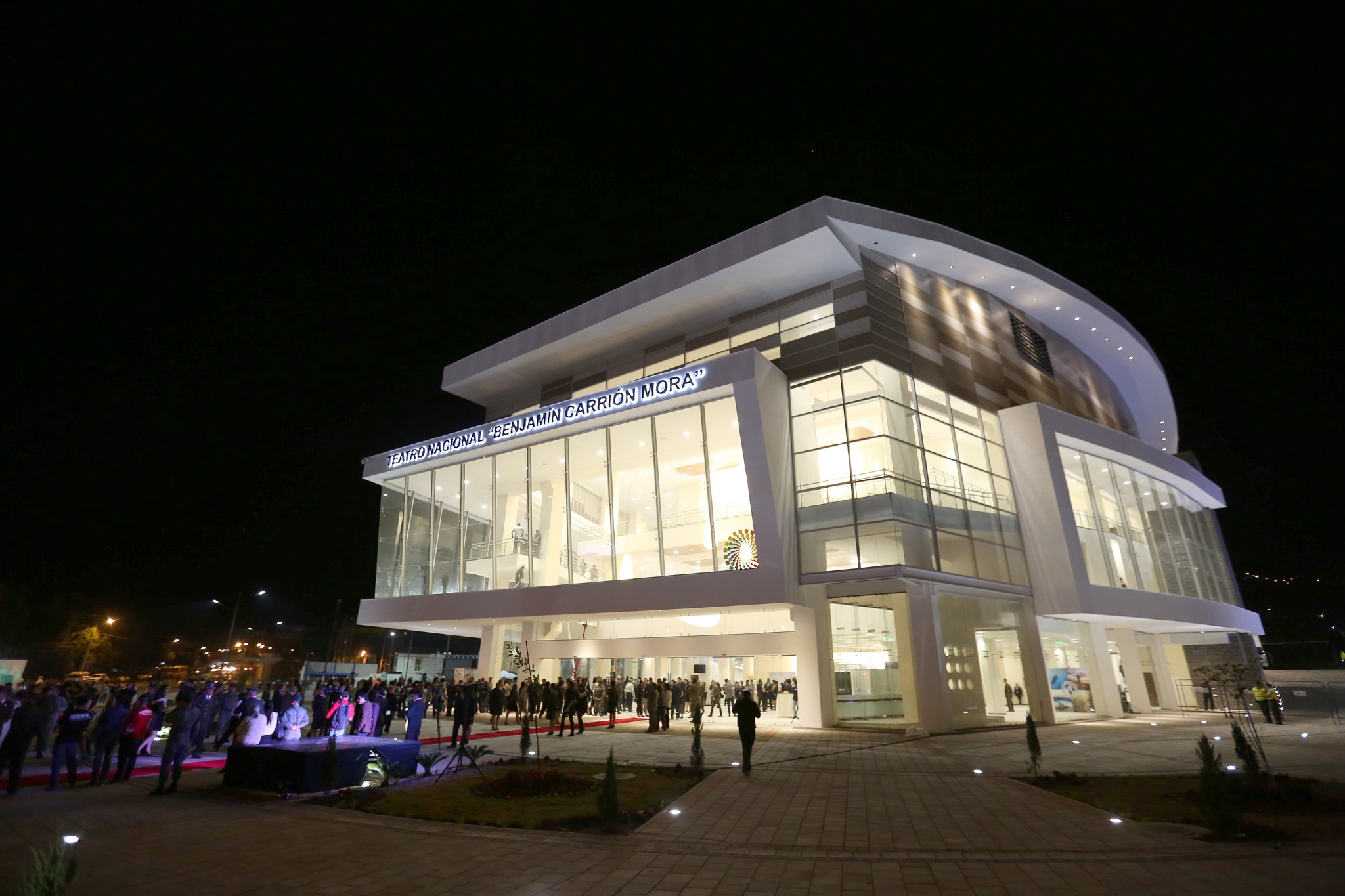
Teatro Nacional Benjamín Carrión en Loja

Se dividió dentro de dos publicaciones, la primera en 1943 y la segunda en 1959. Durante las primeras cartas Carrión tomo como oportunidad la difícil coyuntura que vivía Ecuador por el resultado del Protocolo de Río de Janeiro, en el que se renunciaba a las pretensiones territoriales en la Amazonía, y la inestabilidad política que vivía ese país. Las cartas fueron una serie de ensayos en donde trata temas diversos como su teoría de la "pequeña nación" como salida a la situación limítrofe, el concepto de lo tropical como característica principal que comparten los habitantes de Ecuador, concepto que fue criticado por Bolívar Echeverría en su libro "La Modernidad de lo Barroco" donde propone más bien a lo barroco como principal característica cultural de América Latina, lo que incluiría el trópico. Además critica la literatura de ese país a la que considera que hasta ese momento se había enfocado principalmente en los panfletos y estéticamente busca ser auditiva, antes que visual. En su recuento histórico ensaya sobre actores importantes dentro de la historia de ese país como Vicente Rocafuerte, Vicente Solano, Juan Montalvo, García Moreno, González Suárez, a lo largo de las diecisiete cartas. de las que consta el libro. Anteriormente se habían escrito ensayos con similares características dirigidos al país en general por Fray Vicente Solano, tituladas Cartas Ecuatorianas, igualmente en una situación crítica de Ecuador durante las guerras de independencia contra la monarquía española, así como por Vicente Rocafuerte titulados A la Nación, durante los primeros años de vida republicana. Todas las publicaciones fueron dirigidas al público en general a través de artículos en los periódicos.

### San Miguel de Unamuno

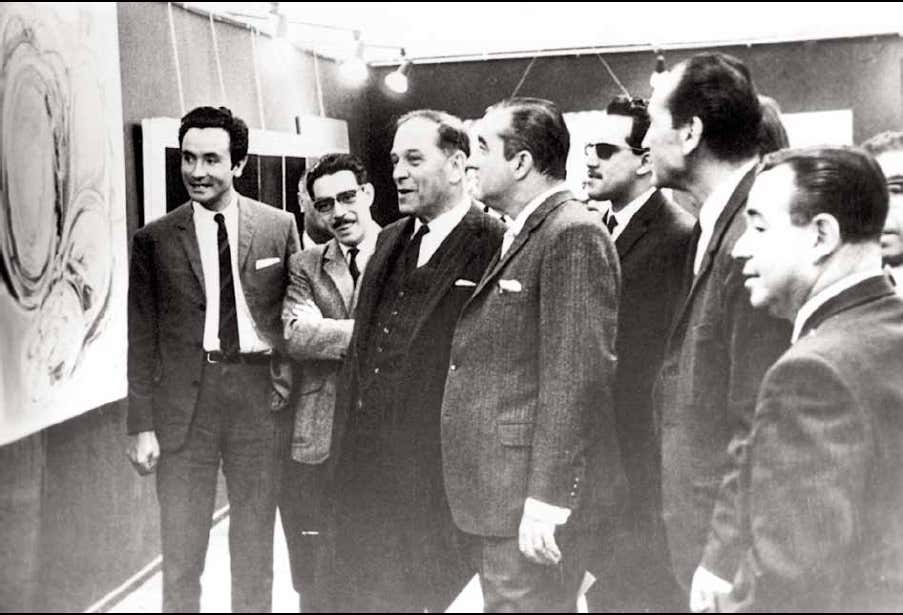
Primera Bienal de Quito en 1968, organizada por la Casa de la Cultura Ecuatoriana. De izquierda a derecha: Carlos Villasís Endara, Fernando Tinajero, Benjamín Carrión, Otto Arosemena (Presidente)

Este libro contiene una serie de ensayos que giran alrededor de la relación de España y Ecuador. Empieza con un ensayo titulado San Miguel de Unamuno, que le da el título a la publicación, y que contiene tres meditaciones (palabra que hace referencia a los escritos de Ortega del que Carrión se consideraba admirador) sobre autores de España como Antonio Machado, Ortega y Gasset, Juan Ramón Jiménez, Ramón Gómez de la Serna y García Lorca. Además, desarrolla la relación entre Unamuno con el continente americano que estuvo siempre presente en su obra, prosigue con la importancia de Juan Montalvo y Osvaldo Guayasamín en la literatura y pintura respectivamente, y termina con un recuento de la vida cultural de Ecuador a la que divide en edades clásica, media y contemporánea. Al final del libro destaca el valor de la nueva poesía ecuatoriana (durante la segunda mitad del siglo XX) de dos autores que después tendrían un impacto vital dentro de ese país: César Dávila Andrade y Jorge Enrique Adoum, por quienes Carrión consideraba que estábamos viviendo el retorno de la épica "transida de emoción, grito cuajado, cuento claro, alta voz de la tierra". Este ensayo, popularizó la concepción que tenía Unamuno sobre los escritos de Juan Montalvo, donde más allá de la forma, las citas eruditas o el estilo, lo que valoraba era la invectiva. Era ahí donde se podía ver reflejada el alma de la obra de Montalvo, a su juicio.

### Santa Gabriela Mistral

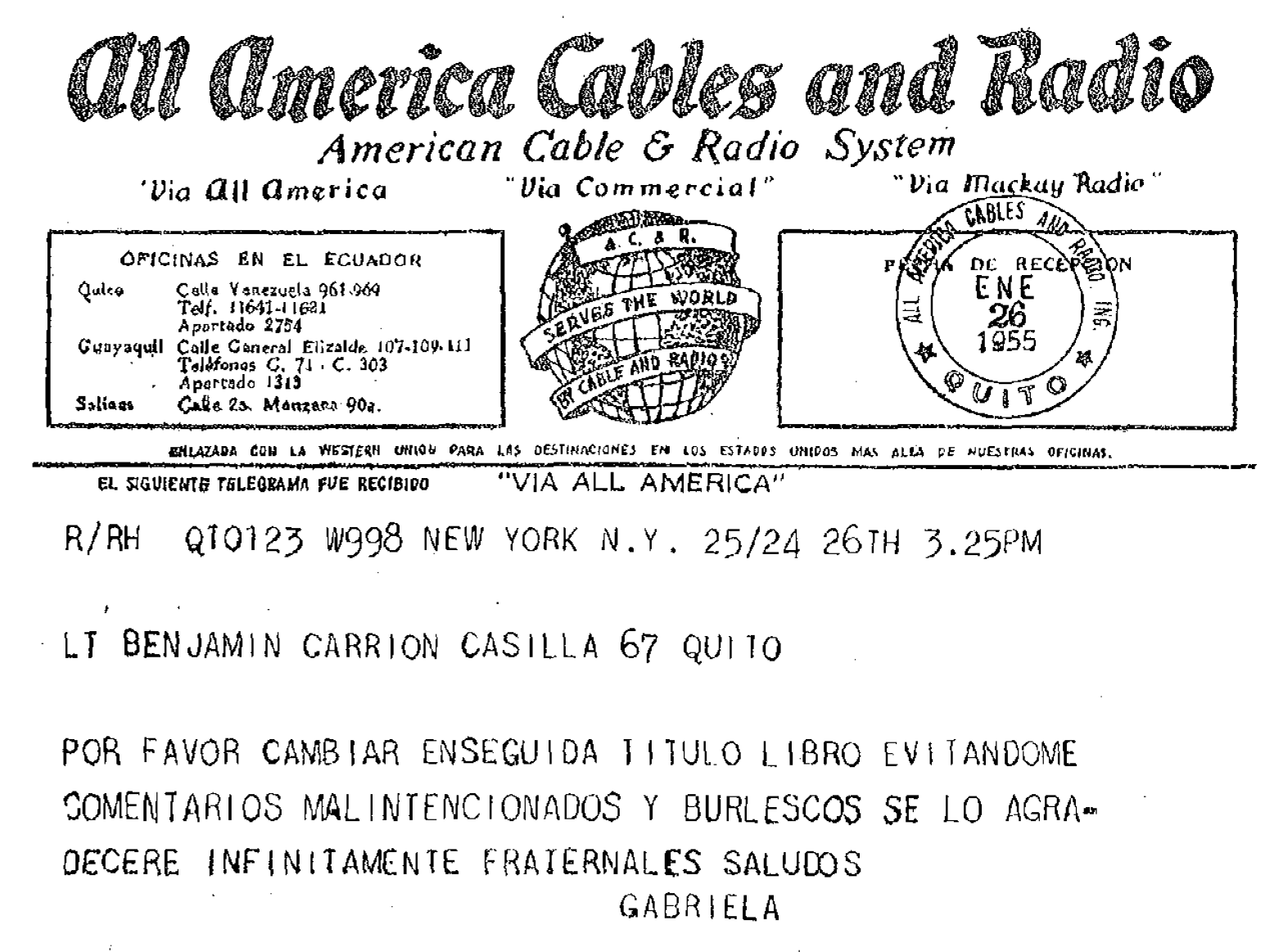
Telegrama de Gabriela Mistral a Benjamín Carrión pidiendo que cambie el título del libro.

Aquí Carrión desarrolla ocho meditaciones sobre la persona y escritos de Gabriela Mistral, a quien considera como uno de los exponentes más importantes de la poesía no solo de América Latina sino en sentido universal. Los temas que desarrolla son su origen, su relación con los niños, el verso al que consideraba perfecto, su ternura, su rol como madre simbólica y maestra, la justicia y el hombre, su relación de amistad con ella y termina con un retrato y correspondencia. Además desarrolla una serie de ensayos para cada país de América del Sur, así como para México y Centroamérica. Este libro, es un complemento de San Miguel de Unamuno ya que mientras el primero trata sobre un filósofo, un hombre y España, este en cambio trata sobre la poesía, una mujer y América. Fue parte de un proyecto más general de un santoral secular que quería incluir además a José Carlos Mariátegui pero al final no logró publicarlo antes de su muerte. En el libro además comenta Carrión que Mistral le había pedido de favor que cambie el título de la obra, a través de un telegrama costoso desde Nueva York hasta Quito, detalle muy sentido por el autor debido a que ella nunca contaba con recursos abundantes y en su humildad rechazaba formar parte de un santoral. Carrión se excusa, diciendo que por la humildad de Mistral, había accedido a evitar hablar de ella durante el inicio de su carrera, sin embargo con el tiempo se dio cuenta de que fue un error. Por eso, terminó ignorando la petición de Mistral y manteniendo su título, pero dejando en claro la grandeza de su persona al incluir su telegrama y describir la situación en el libro.

### García Moreno, el santo del patíbulo
Es una biografía satírica, enmarcada dentro de los escritos sobre dictadores que existen en América Latina. Fue escrita después de "El señor presidente" de Miguel Ángel Asturias en 1946, y antes de "Recurso del método" de Carpentier, "Yo el Supremo" de Augusto Roa Bastos, "El otoño del patriarca" de García Márquez y "La fiesta del chivo" de Vargas Llosa. Su biografía es al mismo tiempo documentada y polémica porque busca satirizar a García Moreno, manteniendo viva la larga tradición de polemistas en las letras de Ecuador que incluye a Espejo, Solano y sobre todo Montalvo, a quien imitó al escribir contra García Moreno. Hay que tomar en cuenta que durante estos años se había empezado su proceso de beatificación en la Iglesia católica, por lo que buscó ser crítico y evitar que suceda. Con este libro, en cambio se resaltaron los aspectos autoritarios de su administración, la polémica administración de la justicia durante su presidencia y su relación con la oposición liberal de ese país. El éxito que tuvo el libro fue difícil de igualar e hizo eco en publicaciones de otros autores en el futuro.

### Por qué Jesús no vuelve
Es una novela  publicada en 1963 que trata sobre Juan Antonio Molina, un joven de la ciudad de Loja donde se retrata las costumbres de la época. A través de su vida se busca criticar las sociedades de Loja y Quito a principios del siglo XX, destacando la hipocresía de los círculos conservadores y explorando las tensiones entre las normas sociales y los deseos individuales, ofreciendo una visión crítica de la moralidad convencional. Fue recibida como una novela que criticaba el catolicismo y a la doble moral donde se destaca y critica el lenguaje coloquial, el uso de palabras "groseras".

## Ediciones

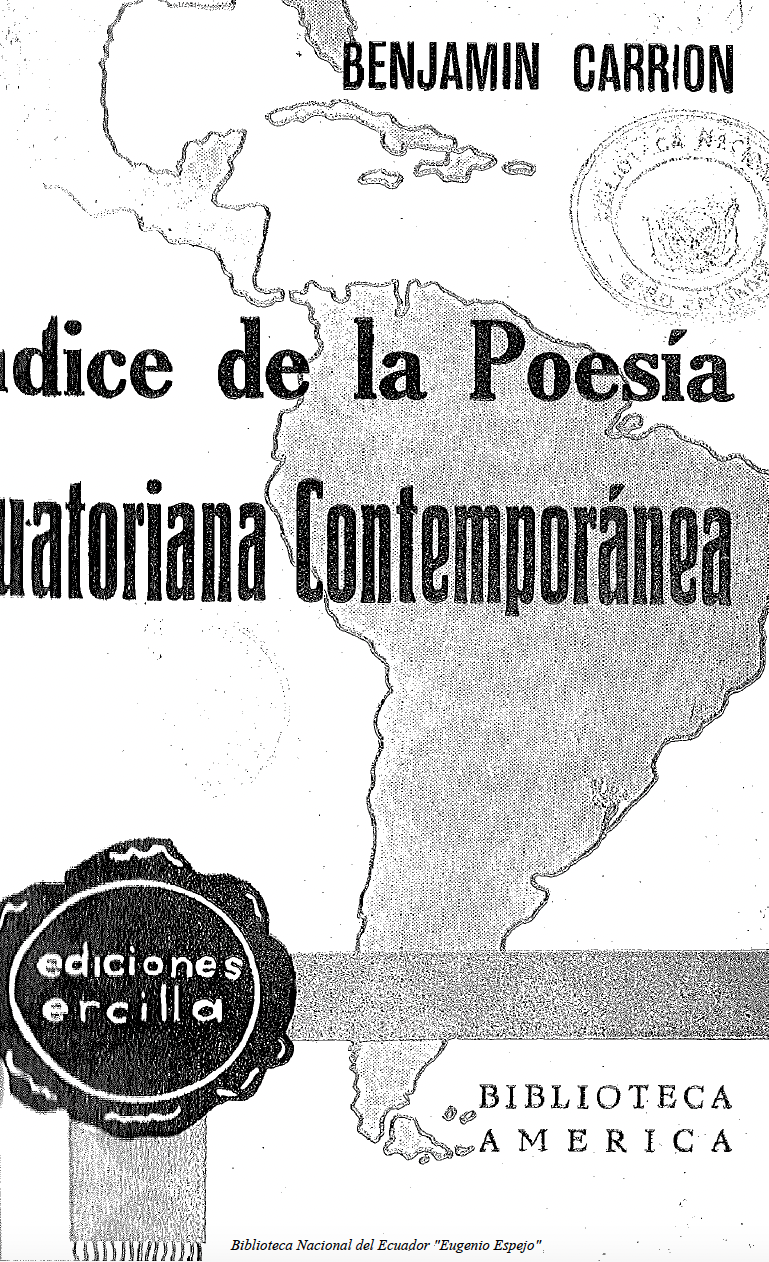
Índice de la poesía ecuatoriana contemporánea por Benjamín Carrión

La obra de Benjamín Carrión fue editada bajo la colección de libros Cultura y Libertad, en veinte tomos que incluyen:
- Tomo I: Los creadores de la Nueva América, crítica literaria publicada el año 1928
- Tomo II: El desencanto de Miguel García, novela publicada en 1929
- Tomo III: Mapa de América, crítica literaria publicada el año 1930
- Tomo IV: Atahuallpa, novela publicada en 1934
- Tomo V: Índice de la poesía ecuatoriana contemporánea, crítica literaria publicada en 1935
- Tomo VI: Cartas al Ecuador, ensayos publicados en 1943
- Tomo VII: El nuevo relato ecuatoriano, crítica literaria publicada en 1958
- Tomo VIII: San Miguel de Unamuno, ensayos publicados en el año 1954
- Tomo IX: Santa Gabriela Mistral, ensayos publicados en 1956
- Tomo X: García Moreno, el santo del patíbulo I, sátira publicada en 1959
- Tomo XI: García Moreno, el santo del patíbulo II, sátira publicada en 1959
- Tomo XII: García Moreno, el santo del patíbulo III, sátira publicada en 1959
- Tomo XIII: Nuevas cartas al Ecuador, ensayos publicados en 1959
- Tomo XIV: El pensamiento vivo de Montalvo / Mariátegui, ensayos de 1961
- Tomo XV: Por qué Jesús no vuelve, novela publicada en 1963
- Tomo XVI: Raíz y camino de nuestra cultura, publicado en 1970
- Tomo XVII: Trece años de cultura ecuatoriana, ensayos publicados en 1957
- Tomo XVIII: El cuento de la patria, ensayos publicados en 1967
- Tomo XIX: Plan del Ecuador, ensayos publicados en 1977
- Tomo XX: América dada al diablo, ensayos publicados en 1981[27]

Adicional a estos libros Carrión publicó también un ensayo titulado G. h. Mata, el comprendedor apasionado en 1966 y póstumamente también se publicó El libro de los prólogos en 1979. 
Por otro lado, también se editó una antología de su obra en el año 2017 en seis libros en una colaboración entre el Ministerio de Cultura de Ecuador y la FLACSO. Fue promocionado en México, un país al que tuvo mucho afecto y con el que construyó lazos estrechos.

## Algunos juicios críticos de su obra
Como introducción a su libro El cuento de la patria, se recopilaron algunos comentarios de personas cercanas que destacaron su vida y obra a través de varios sucesos, como su rol fundamental después a la firma del Protocolo de Río de Janeiro para devolver la unidad y optimismo a su país, también el hecho de que fue miembro ejecutivo permanente de la UNESCO, o la fundación de la CCE, la fundación de la Comunidad Latinoamericana de Escritores junto a Neruda, Asturias, García Márquez, Fuentes y Vargas Llosa, o cuando ganó el Premio Benito Juárez de 1968 junto a Federico Leloir y Oscar Niemeyer, y ya en la etapa final de su vida cuando en 1975 fue reconocido en su país con el mayor reconocimiento cultural, el Premio Nacional Eugenio Espejo.